# Henriëtte Dietz
Henriette Georgine Roberta Dietz (Lobith, 21 augustus 1857 – Groningen, 8 augustus 1939) was een Nederlands onderwijzeres en kinderboekenschrijfster. Ze werkte doorgaans samen met haar vriendin Katharina Leopold.

### Publicaties
In 1894 bracht ze samen met Leopold de verzamelbundel Zonnestralen in school en huis uit. In 1902 namen ze samen de hoofdredactie op zich van het kindertijdschrift Ons Thuis. Vaste medewerkers waren Catharina van Rennes, Agatha Snellen, A.C. Kuiper, Christine Doorman en Nelly Bodenheim. In 1905 deden Dietz en Leopold in verschillende kranten een oproep aan ouders en onderwijzers om kinder-anekdotes in te zenden. De oproep was ondertekend: "Hopende op welwillende medewerking, HENR. DIETZ en KATH. LEOPOLD, Onderwijzeressen, Nieuwe Kijk-in-t Jatstraat 2, Groningen."
In 1914 overleed Katrina Leopold, voor wie ze een rouwadvertentie plaatste. Na haar dood werden nog nieuwe delen van Het vertelselboek uitgegeven, met op de kaft de namen Dietz en Leopold. 
Dietz woonde de laatste jaren van haar leven in de Nieuwe Ebbingestraat in Groningen, waar in september 1938, tijdens de herdenking van de veertigjarige regering van Koningin Wilhelmina, door schoolkinderen voor haar woning enkele van de door haarzelf met Leopold geschreven liederen werden gezongen. Ze overleed in augustus 1939 in Groningen.
- Digitale Bibliotheek voor de Nederlandse Letteren: diet009
- International Standard Name Identifier: 0000 0003 9221 0912
- Library of Congress Control Number: nb2013021820
- Nederlandse Thesaurus van Auteursnamen: 068604637
- Virtual International Authority File: 286156113